# نادیر
نادیِر (به مجاری:  Nagyér) یک منطقهٔ مسکونی در مجارستان است که در ناحیه ماکو واقع شده‌است. نادیر ۱۲٫۲۹ کیلومتر مربع مساحت و ۵۱۲ نفر جمعیت دارد.